# خوسيه خواكين رودريغيز زيليدون
خوسيه خواكين رودريغيز زيليدون (بالإسبانية: José Joaquín Rodríguez Zeledón)‏ (و. 1838 – 1917 م) هو سياسي، ومحام من كوستاريكا ولد في سان خوسيه، كوستاريكا.